# メフェキサミド
メフェキサミド（Mefexamide（INN、USAN））（商品名Perneuron、Peroxinorm、Timodyne；開発コード名ANP-297）は、メフェキサダイン（mefexadyne）、メキセフェナミド（mexephenamide）としても知られる中枢神経系精神刺激薬で、現在は販売されていない。